# Wikipedia in ladino
La Wikipedia in ladino (in ladino: Wikipedia per ladin), spesso abbreviata in lld.wiki, è l'edizione in lingua ladina dell'enciclopedia online Wikipedia.

## Storia
È stata aperta il 17 agosto 2020 anche se, in realtà, è nata come progetto su Wikimedia Incubator nel 2005.
L'esistenza di molti dialetti della lingua ladina e la scarsa diffusione nell'uso del ladino standard hanno ritardato per molto tempo l'approvazione della nuova edizione linguistica.
La creazione della Wikipedia in ladino è stata sostenuta fin dal 2017 dal Dipartimento educazione e cultura ladina e dall'Intendenza scolastica ladina della provincia autonoma di Bolzano.
Gli articoli possono essere scritti in ladino standard (ladino dolomitico) o in uno dei cinque diversi dialetti: gardenese (gherdëina), badioto (badiot), fassano (fascian), livinallese (fodom) e ampezzano (anpezan) (questi ultimi due non sono quasi mai usati).
Per ragioni linguistiche, è strettamente correlata alla Wikipedia in romancio e alla Wikipedia in friulano.
La Wikipedia ladina ha uno dei più alti rapporti articoli per parlante con oltre tre articoli per ogni madrelingua.

## Statistiche
La Wikipedia in ladino ha 180 780 voci, 187 718 pagine, 9 513 utenti registrati di cui 39 attivi, 3 amministratori e una "profondità" (depth) di 0.002 (al 6 aprile 2025).
È la 58ª Wikipedia per numero di voci e, come "profondità", è la 73ª (ultima) tra quelle con più di 100 000 voci (al 6 aprile 2025).

## Cronologia
- 2005 — viene avviato il progetto in Wikimedia Incubator
- 17 agosto 2020 — viene attivata come edizione linguistica autonoma con 842 voci
- 7 ottobre 2020 — supera le 1 000 voci
- 20 gennaio 2022 — supera le 10 000 voci
- 1º luglio 2022 — supera le 50 000 voci ed è la 97ª Wikipedia per numero di voci
- 18 febbraio 2023 — supera le 100 000 voci ed è la 71ª Wikipedia per numero di voci
- 26 maggio 2023 — supera le 150 000 voci ed è la 62ª Wikipedia per numero di voci